# Australian Open 2019 - Doppio leggende femminile

## Tabellone

### Legenda
| - Q = Qualificato - WC = Wild card - LL = Lucky loser | - ALT = Alternate - SE = Special Exempt - PR = Protected Ranking | - w/o = Walkover - r = Ritirato - d = Squalificato |

### Finale
|  | Finale |                                        |                                        |                                        |                                        |  |
|  |        |                                        |                                        |                                        |                                        |  |
|  | 1      | Daniela Hantuchová Martina Navrátilová | Daniela Hantuchová Martina Navrátilová | Daniela Hantuchová Martina Navrátilová | Daniela Hantuchová Martina Navrátilová |  |
|  | 3      | Kim Clijsters Li Na                    | Kim Clijsters Li Na                    | Kim Clijsters Li Na                    | Kim Clijsters Li Na                    |  |

### Gruppo 1
|   |                                                  | Hantuchová Navratilova    | Davenport Stubbs | Clijsters Li               | Bradtke Fernández Schett   | RR V-P | Set V-P | Game V-P | Posizione |
| 1 | Daniela Hantuchová Martina Navrátilová           |                           | 4–2, 4–2         |                            | 4–3(5–0), 4–1 (w/ Schett)  | 2–0    | 4–0     | 16–8     | 1         |
| 2 | Lindsay Davenport Rennae Stubbs                  | 2–4, 2–4                  |                  | 2–4, 3–4(4–5)              |                            | 0–2    | 0–4     | 9–16     | 3         |
| 3 | Kim Clijsters Li Na                              |                           | 4–2, 4–3(5–4)    |                            | 4–2, 4–3(5–3) (w/ Bradtke) | 2–0    | 4–0     | 16–10    | 2         |
| 4 | Nicole Bradtke Mary Joe Fernández Barbara Schett | 3–4(0–5), 1–4 (w/ Schett) |                  | 2–4, 3–4(3–5) (w/ Bradtke) |                            | 0–2    | 0–4     | 9–16     | 3         |